# توم إيزاك
توم إيزاك (بالإنجليزية: Tom Isaacs)‏ هو لاعب اتحاد الرغبي بريطاني، ولد في 18 فبراير 1987 في كارديف في المملكة المتحدة.